# Vidja
Vidja is een plaats in de gemeente Huddinge in het landschap Södermanland en de provincie Stockholms län in Zweden. De plaats heeft 633 inwoners (2005) en een oppervlakte van 174 hectare.